# Гуцаленко Микола Віталійович
Мико́ла Віта́лійович Гуцале́нко (19 грудня 1991, Первомайськ, Миколаївська область — 23 лютого 2017, Дніпро) — український військовик, командир 2-го десантно-штурмового взводу 3-ї роти 1-го батальйону 79-ї окремої десантно-штурмової бригади, молодший лейтенант. Майстер спорту України з веслування.
Почесний громадянин міста Первомайська Миколаївської області (2018).

## Життєпис
Народився в місті Первомайську Миколаївської області. З дитинства захоплювався веслуванням, тренувався у Первомайській ДЮСШ у тренера Олександра Федорченка.
У 2005 році вступив до Миколаївського вищого училища фізичної культури (тренер — Олександр Шевченко), а після його закінчення — до Національного університету кораблебудування, якого так і не закінчив. Протягом восьми років входив до складу збірної Миколаївської області. У складі байдарки-двійки разом з Андрієм Сачковським виконав норматив майстра спорту. На чемпіонаті України 2014 року на байдарці-двійці в парі з Вадимом Деревинським посів третє місце з марафону.
У 2014 році залишив навчання в університеті і вступив до війська. Пройшов щаблями військової кар'єри від солдата до командира взводу, молодшого лейтенанта. Брав участь в обороні Донецького аеропорту, боях під Мар'їнкою, на Савур-могилі. Був одним з трьох «кіборгів», які встановили прапор над Донецьким аеропортом.
21 лютого 2017 року зазнав важкого поранення у зоні проведення АТО в районі Авдіївки, внаслідок чого впав у кому. Шпиталізований до Дніпропетровської обласної клінічної лікарні. Помер 23 лютого 2017 року. Похований у Миколаєві на Центральному кладовищі.

## Нагороди
«За особисту мужність і самовідданість, виявлені у захисті державного суверенітету та територіальної цілісності України, високий професіоналізм, вірність військовій присязі», нагороджений орденом «За мужність» III ступеня (25.12.2015).
«За особисту мужність, виявлену у захисті державного суверенітету та територіальної цілісності України, самовіддане виконання військового обов'язку», нагороджений орденом Богдана Хмельницького III ступеня (10.04.2017, посмертно).
Почесний нагрудний знак начальника Генерального штабу «За взірцевість у військовій службі» 2-го ступеня.

## Вшанування пам'яті
У Первомайську ім'ям Миколи Гуцаленка названо вулицю, на якій він проживав.

## Дивіться також
- Список українських спортсменів, тренерів і функціонерів, що загинули під час Революції гідності чи внаслідок російської агресії в Україні